# Catharina Sophia Murman
Catharina Sophia Murman, svensk skådespelare och styrelseledamot. Murman tillhörde kretsen av Sveriges pionjärskådespelare vid teatern i Stora Bollhuset i Stockholm vid mitten av 1700-talet.  
Gift med Johan Bergholtz år 1735. 
Det är inte känt exakt när Murman anställdes som skådespelare vid Bollhusteatern, men hon är säkert belagd som sådan år 1752. Även hennes man var anställd som skådespelare, och de var båda viktiga medlemmar av truppen. Båda två var ledamöter i teaterns styrelse.
År 1754 blev hon medlem vid den Lindahls-Berholtzska truppen. Hon separerade från maken vid truppens upplösning 1755. Efter detta anställdes hon vid Stenborgs Sällskap med dottern Johanna Sophia Berghult. De gjorde bland annat en turné i Finland 1763. 